# 율리우스 코로스텔레프
율리우스 코로스텔레프(체코어: Július Korostelev, 1923년 6월 19일, 질리나 주 투르치안스키 스베티 마르틴 ~ 2006년 10월 18일, 피에몬테 주 토리노)는 체코슬로바키아의 전 축구 선수이자 감독으로, 투르치안스키 스베티 마르틴(현 슬로바키아의 일부) 출신인 미드필더이다. 비록 코로스텔레프는 브라티슬라바|브라티슬라바에서 축구를 시작했지만, 현역 시절 대부분을 이탈리아에서 보냈는데, 유벤투스, 아탈란타, 레지나, 그리고 파르마에 몸담았다.
코로스텔레프는 1961년에 유벤투스 감독으로 잠깐 복귀했지만, 카를로 파롤라가 돌아오기 전까지 2경기 지휘하는데 그쳤다.